# Sa Pa (phường)
Sa Pa is een thị trấn in het district Sa Pa in de Vietnamese provincie Lào Cai. Sa Pa ligt in de bergen in de regio Noord-Vietnam.
De thị trấn is populair bij toeristen vanwege het schitterende landschap en het Black-Hmong volk dat er leeft. Daarnaast staat de thị trấn in de wijde omgeving bekend vanwege de grote markt die er wekelijks wordt georganiseerd.

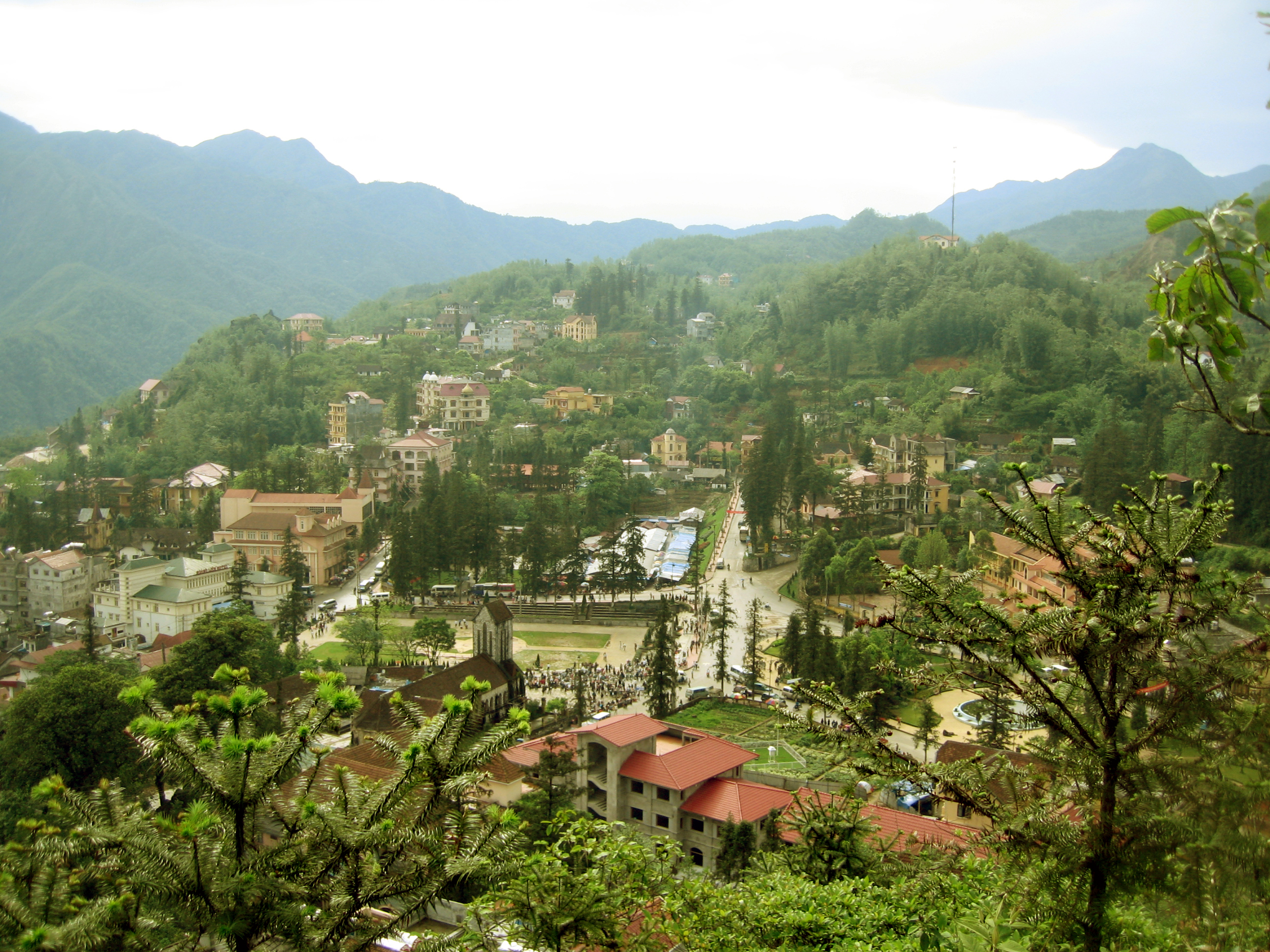
Sa Pa
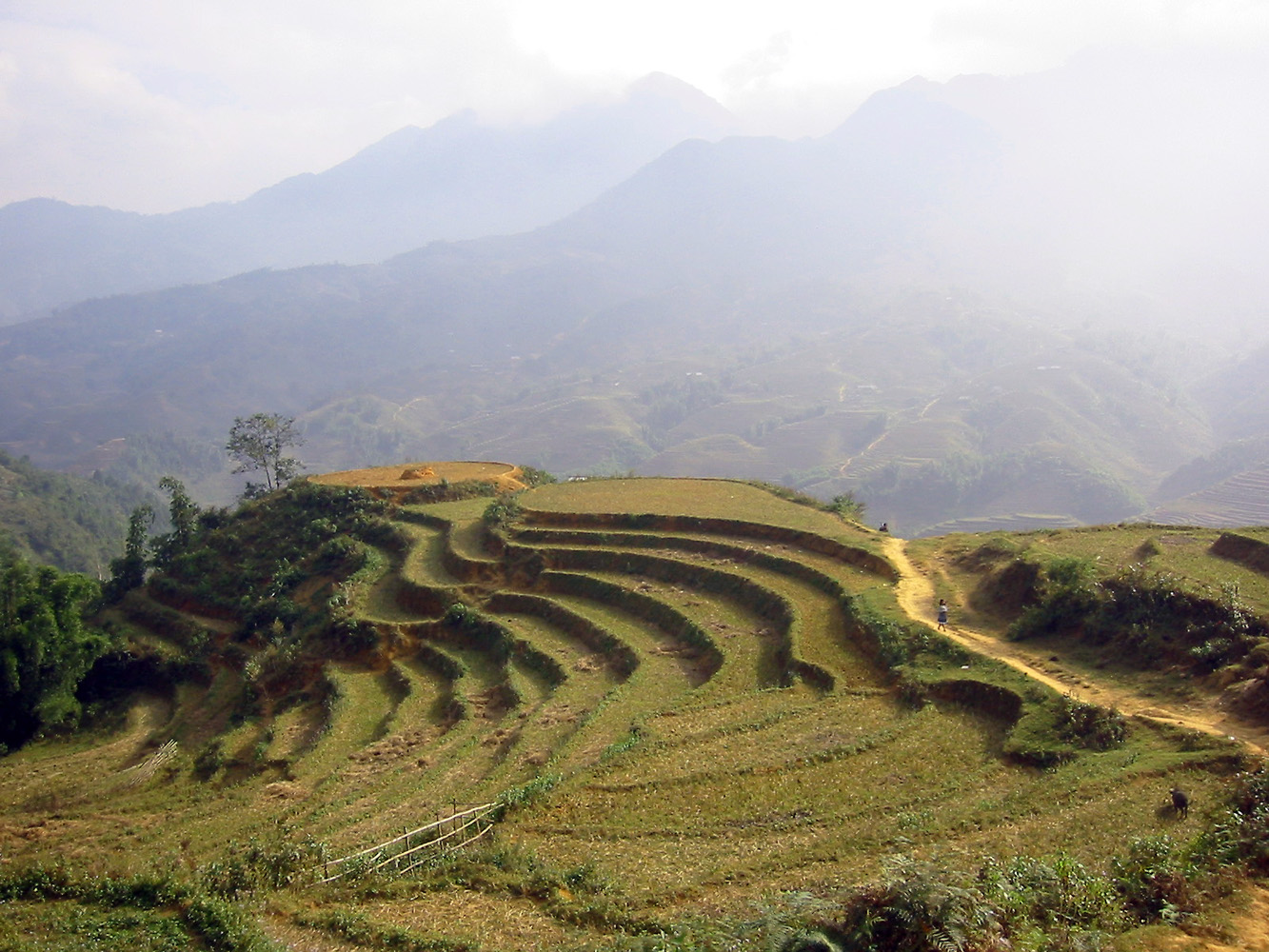
Landschap van Sa Pa
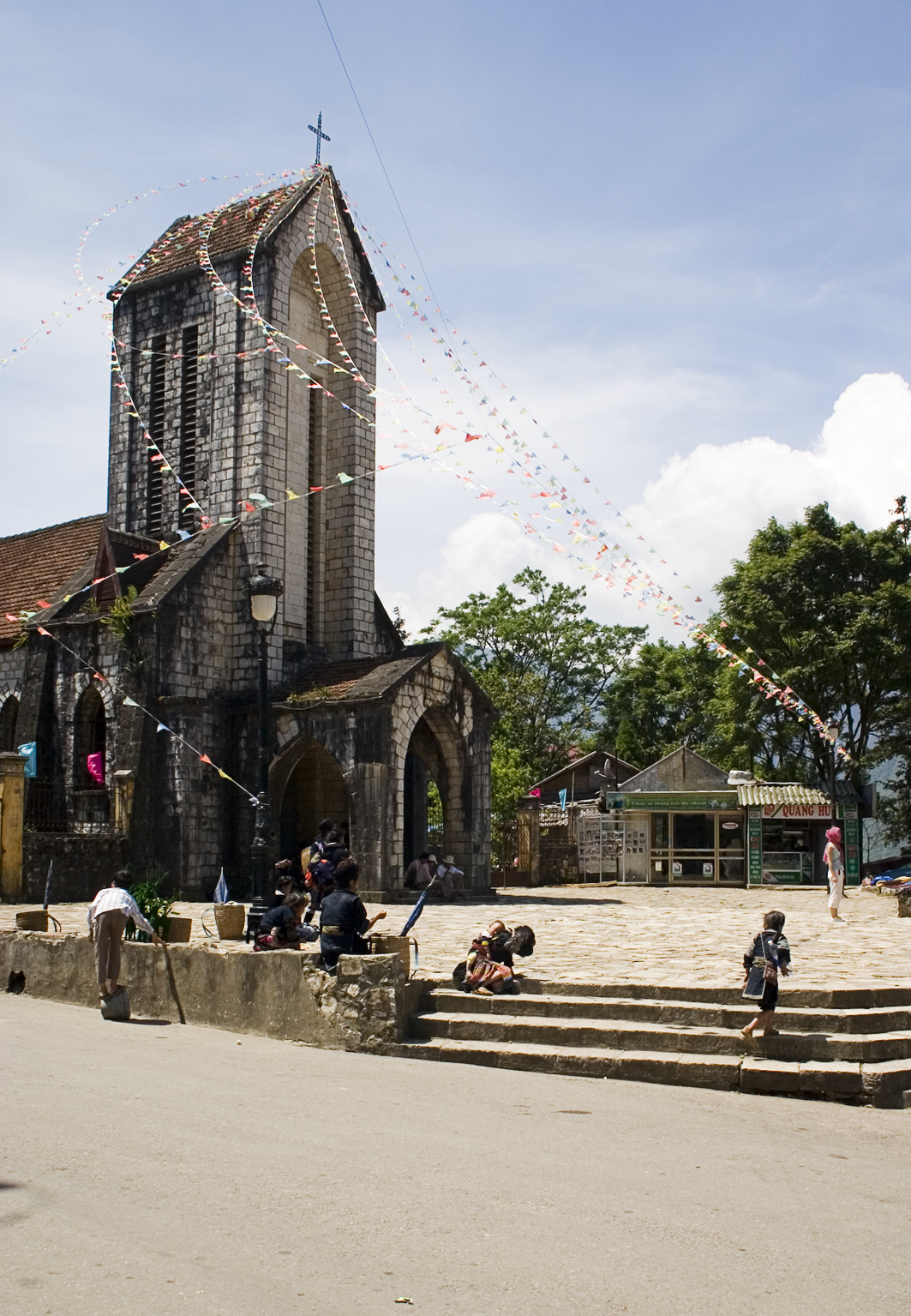
Kerk van Sa Pa
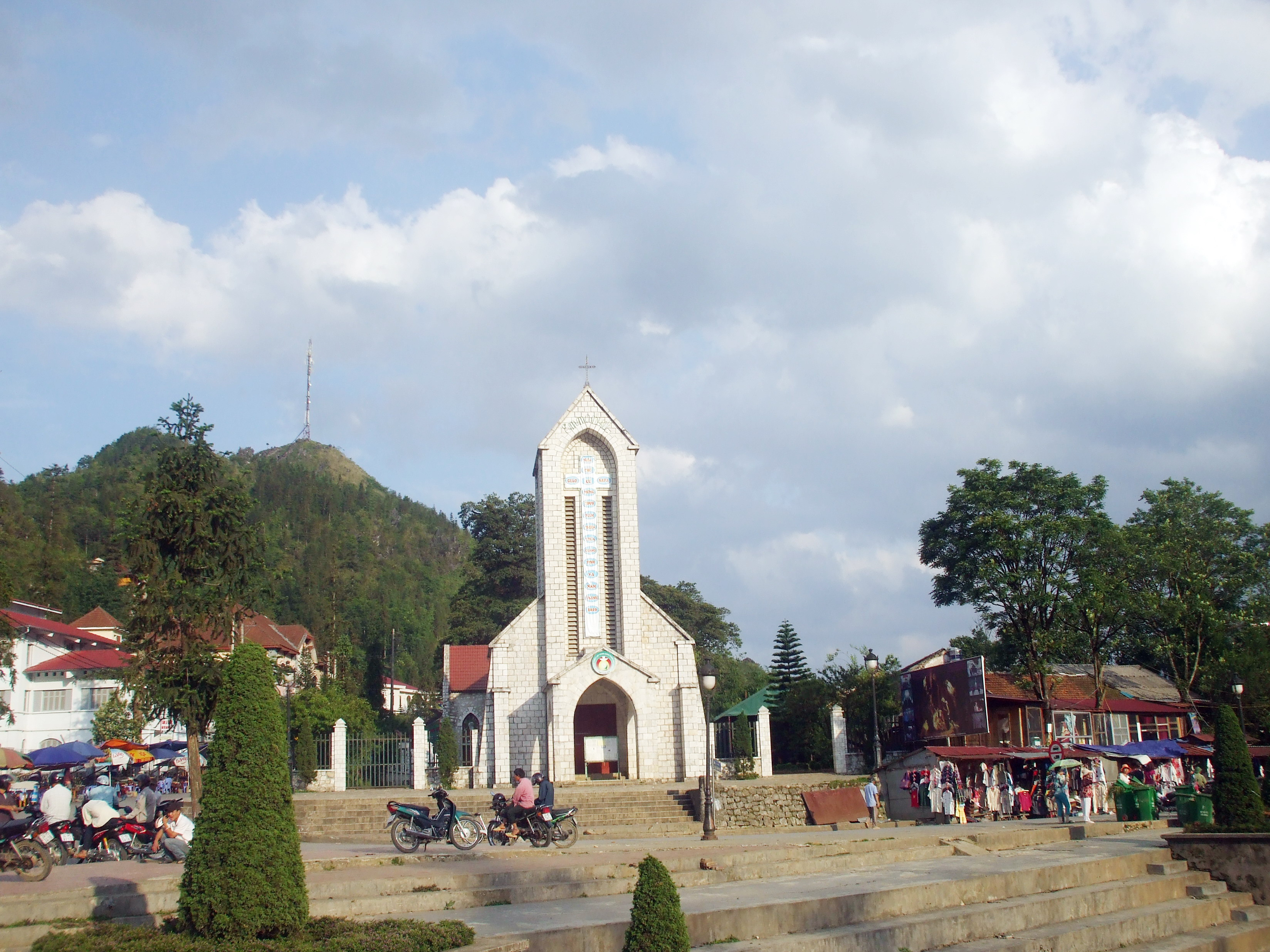
Kerk in Sa Pa
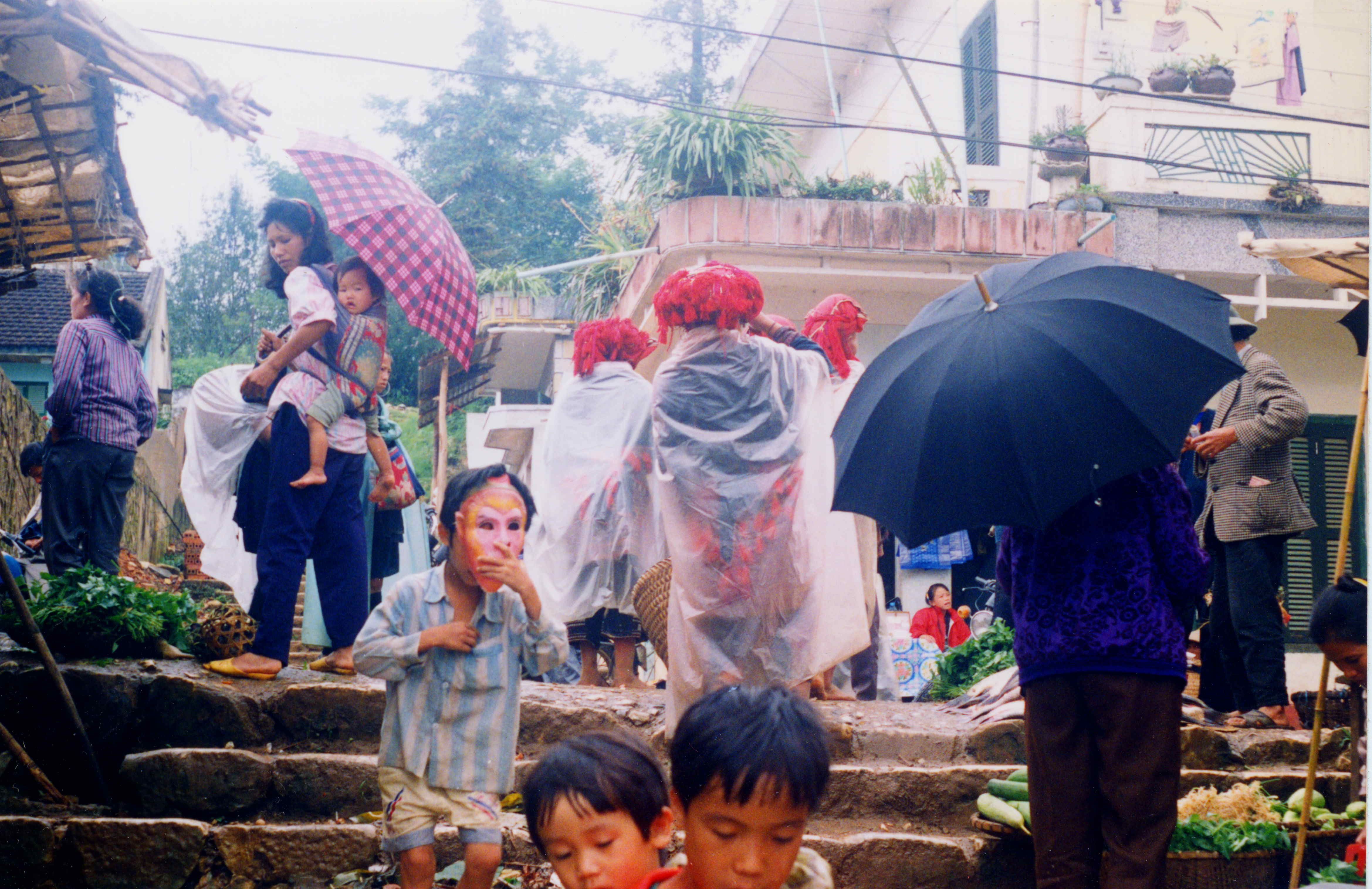
Markt van Sa Pa